# وحيد طالبلو

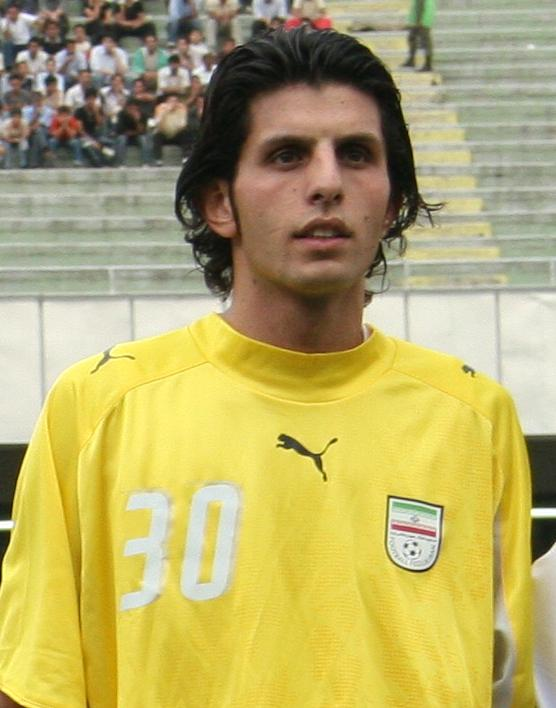

وحيد طالبلو (بالفارسية: وحید طالب‌لو)، من مواليد 26 مايو 1982م في طهران في إيران، لاعب كرة قدم إيراني، وقد بدأ مسيرته الكروية مع نادي الأستقلال في عام 2003م، وهو يلعب معهم حتى الآن. وبدأ وحيد اللعب مع منتخب إيران لكرة القدم منذ عام 2006م.

## وصلات خارجية
- Vahid Talebloo at PersianLeague.com
- Vahid Talebloo at TeamMelli.com
- وحيد طالبلو على موقع قاعدة بيانات كرة القدم.إي يو (الإنجليزية)
- وحيد طالبلو على موقع ناشيونال فوتبول تيمز (الإنجليزية)
- وحيد طالبلو على موقع Soccerway.com (الإنجليزية)
- وحيد طالبلو على موقع عالم كرة القدم.نت (الإنجليزية)